# RK Velenje

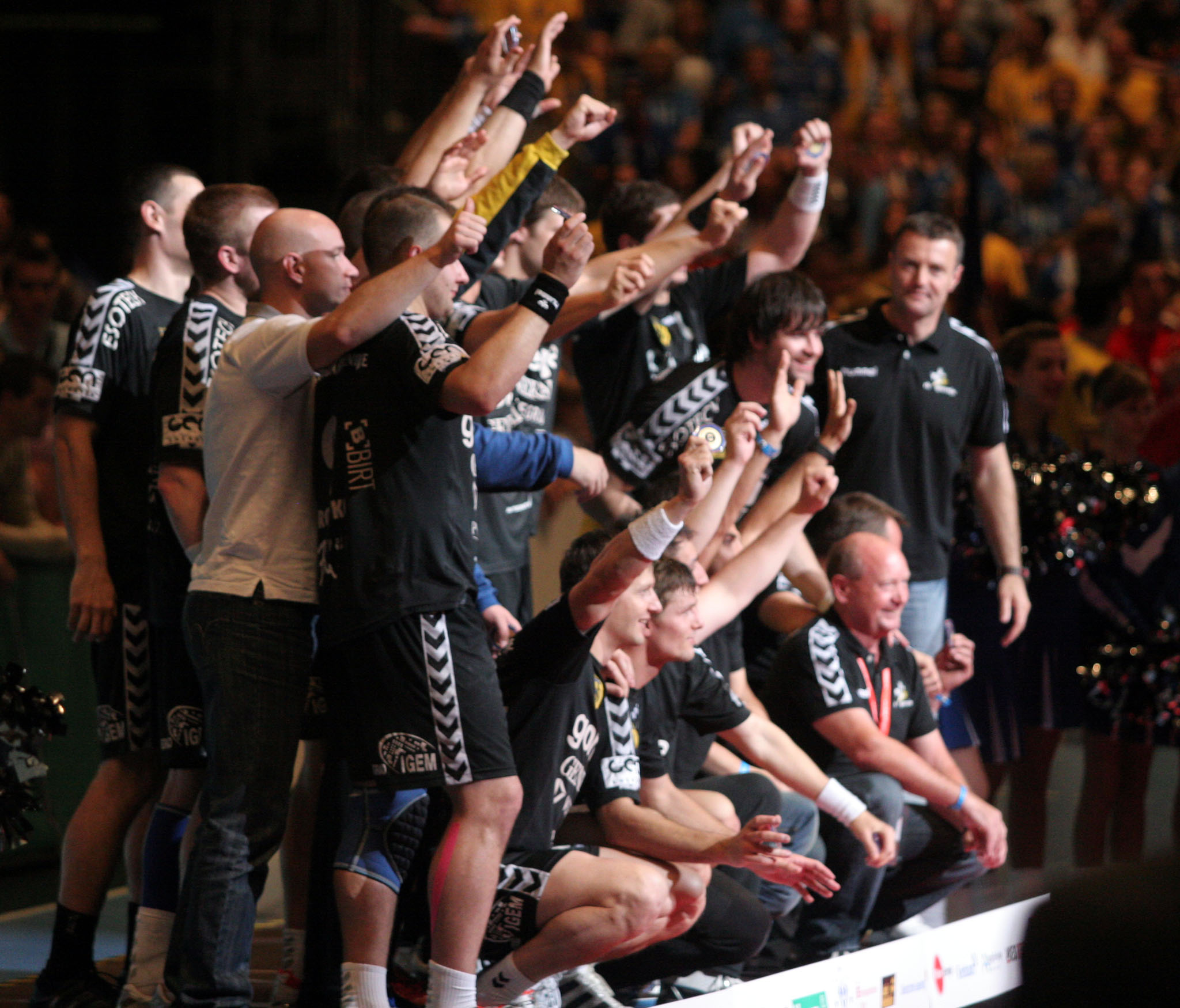
Die Mannschaft von RK Velenje am 1. Juni 2009 in der Kölner Lanxess-Arena bei der Siegerehrung (2. Platz) des EHF-Pokals 2008/2009

RK Gorenje Velenje (kurz für Rokometni klub Gorenje Velenje) ist ein slowenischer Handballverein aus der Stadt Velenje.
Die erste Männermannschaft wurde 2009, 2012, 2013, 2021 und 2024 Landesmeister und gewann 2003 und 2022 den nationalen Pokalwettbewerb.

## Namenswechsel
Der Verein tritt auch unter dem Namen seines Sponsors Gorenje (ein Küchengerätehersteller) an.

## Bekannte ehemalige Spieler
- Marko Bezjak
- Benjamin Burić
- Ivan Čupić
- Jure Dobelšek
- Jure Dolenec
- Ivan Gajić
- Adnan Harmandić
- Momir Ilić
- Vid Kavtičnik
- Beno Lapajne
- Robert Markotić
- Matjaž Mlakar
- Željko Musa
- Jure Natek
- Dušan Podpečan
- Primož Prošt
- Siarhei Rutenka
- Staš Skube
- Mario Šoštarič
- Michał Szyba
- Drago Vuković
- Vedran Zrnić

## Bisherige Trainer
- Ivica Obrvan (2007–2010)